# جو نيكولز
جو نيكولز (بالإنجليزية: Joe Nichols)‏ هو كاتب أغاني ومغني أمريكي، ولد في 26 نوفمبر 1976 في روجرز في الولايات المتحدة.

## وصلات خارجية
- الموقع الرسمي
- جو نيكولز على موقع IMDb (الإنجليزية)
- جو نيكولز على موقع ميوزك برينز (الإنجليزية)
- جو نيكولز على موقع إن إن دي بي (الإنجليزية)
- جو نيكولز على موقع أول ميوزيك (الإنجليزية)
- جو نيكولز على موقع ديسكوغز (الإنجليزية)
- جو نيكولز على موقع قاعدة بيانات الفيلم (الإنجليزية)